# Jean-Claude Hollerich
Mons. Jean-Claude Hollerich, S.J. (* 9. srpna 1958, Differdange) je lucemburský římskokatolický kněz a arcibiskup arcidiecéze lucemburské.

## Život
Narodil se 9. srpna 1958 v Differdange, ale vyrůstal v Lucemburku.
Po maturitě na gymnasiu v Diekirchu odešel na kněžské studium do Říma, a to na Pontificium Collegium Germanicum et Hungaricum de Urbe a studoval na Papežské univerzitě Gregoriana. Poté odešel do Belgie. Roku 1981 vstoupil k Jezuitům. Po noviciátu v Namuru a dvou letech pastoračního výcviku odešel do Japonska, kde na Univerzitě Sophia v Tokiu studoval japonštinu a japonskou kulturu. Po studiu odešel do Německa kde studoval teologii na Univerzitě Johanna Wolfganga Goetheho ve Frankfurtu.
Dne 21. dubna 1990 byl vysvěcen na kněze. Po vysvěcení studoval němčinu na Mnichovské univerzitě.
Vystřídal několik funkcí; pastorační služba v Jeunesse étudiante Chrétienne a Communautés Vie Chrétienne (formace mladých křesťanských studentů), profesor francouzského gymnasia v Lucemburku (1983-1985), spirituál pro seminaristy během přípravného roku ve Vyšším semináři v Lucemburku (1990-1994), kaplan studentů a profesor francouzštiny a němčiny na Univerzitě Sophia v Tokiu, rektor Jezuitů na téže univerzitě a vicerektor pro obecné záležitosti a záležitosti studentů.
Dne 12. července 2011 jej papež Benedikt XVI. ustanovil arcibiskupem lucemburským. Biskupské svěcení přijal 16. října 2011 z rukou arcibiskupa Fernanda Francka a spolusvětiteli byli kardinál Joachim Meisner a arcibiskup Peter Takeo Okada.
Dne 1. září 2019 oznámil papež František jeho jmenování  a dne 5. října 2019 jej kreoval kardinálem. 